# Королево (станція)
Короле́во — дільнична залізнична станція Ужгородської дирекції Львівської залізниці на лінії Батьово — Солотвино І між станціями Виноградів-Закарпатський (8 км) та Рокосів (9 км). Від станції відгалужується лінія Королево — Дяково — Сату-Маре (Румунія), відстань до найближчої станції Чорнотисів — 12 км. Розташована в селищі Королево Берегівського району Закарпатської області. Південніше станції розташоване моторвагонне депо «Королево».

## Історія
Станція відкрита 16 червня 1872 року в складі першої закарпатської залізниці Карей — Королево — Буштино. 24 жовтня 1872 року було відкрито залізничну лінію Чоп — Королево. Відтоді станція є вузловою. До 1918 року вживався угорський варіант назви Кірайгаза.

## Пасажирське сполучення
На станції здійснюють зупинку поїзди приміського та далекого сполучення.
| Маршрут руху         | Прибуття | Відправлення |
| -------------------- | -------- | ------------ |
| Королево — Батьово   |          | 03:23        |
| Дяково — Солотвино   | 07:33    | 07:40        |
| Чоп — Королево       | 11:16    |              |
| Київ — Солотвино     | 11:49    | 11:53        |
| Солотвино — Королево | 13:57    |              |
| Королево — Батьово   | 16:00    |              |
| Солотвино — Київ     | 16:50    | 16:54        |
| Батьово — Королево   | 21:00    |              |

## Галерея

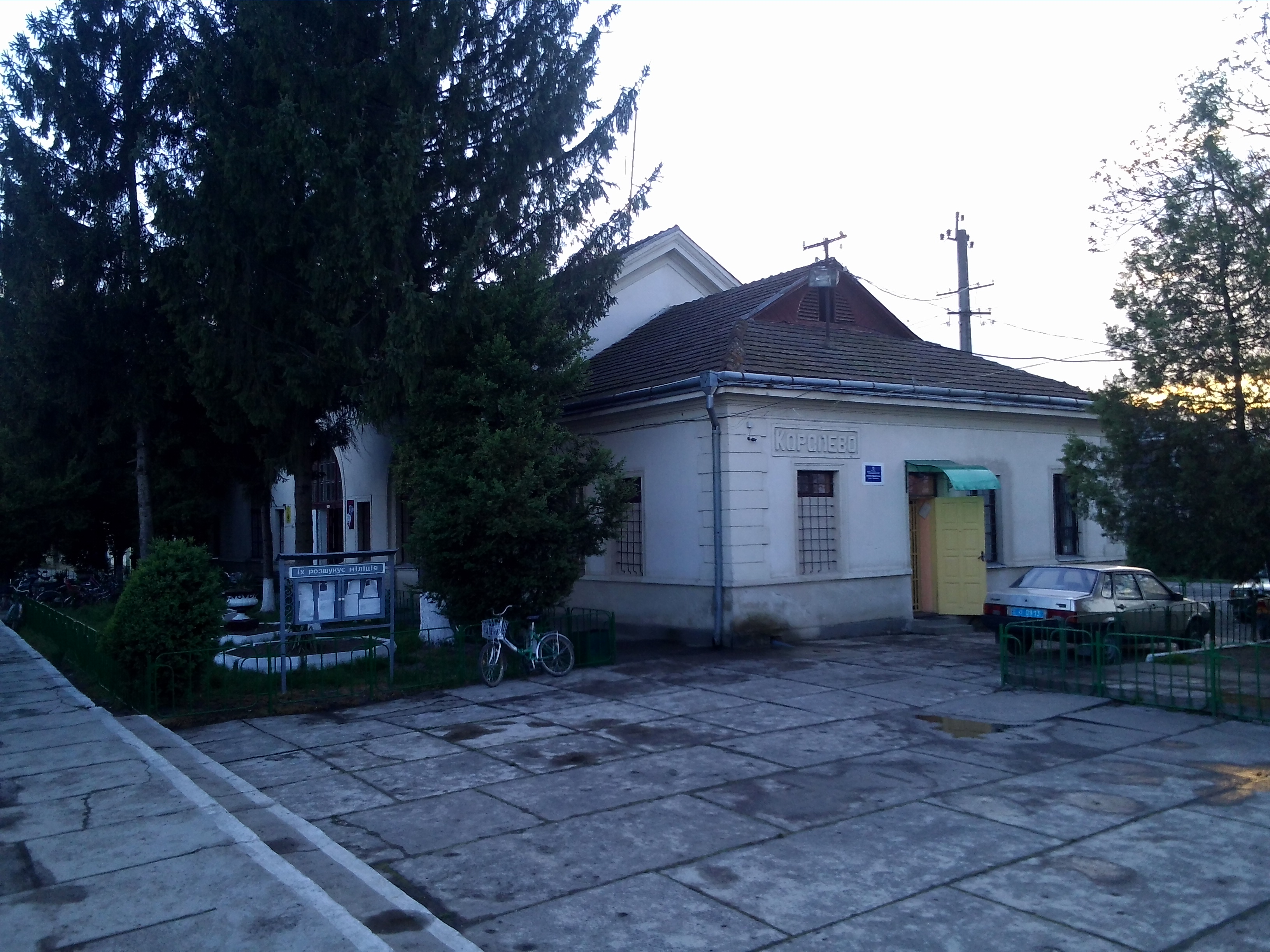
Вокзал
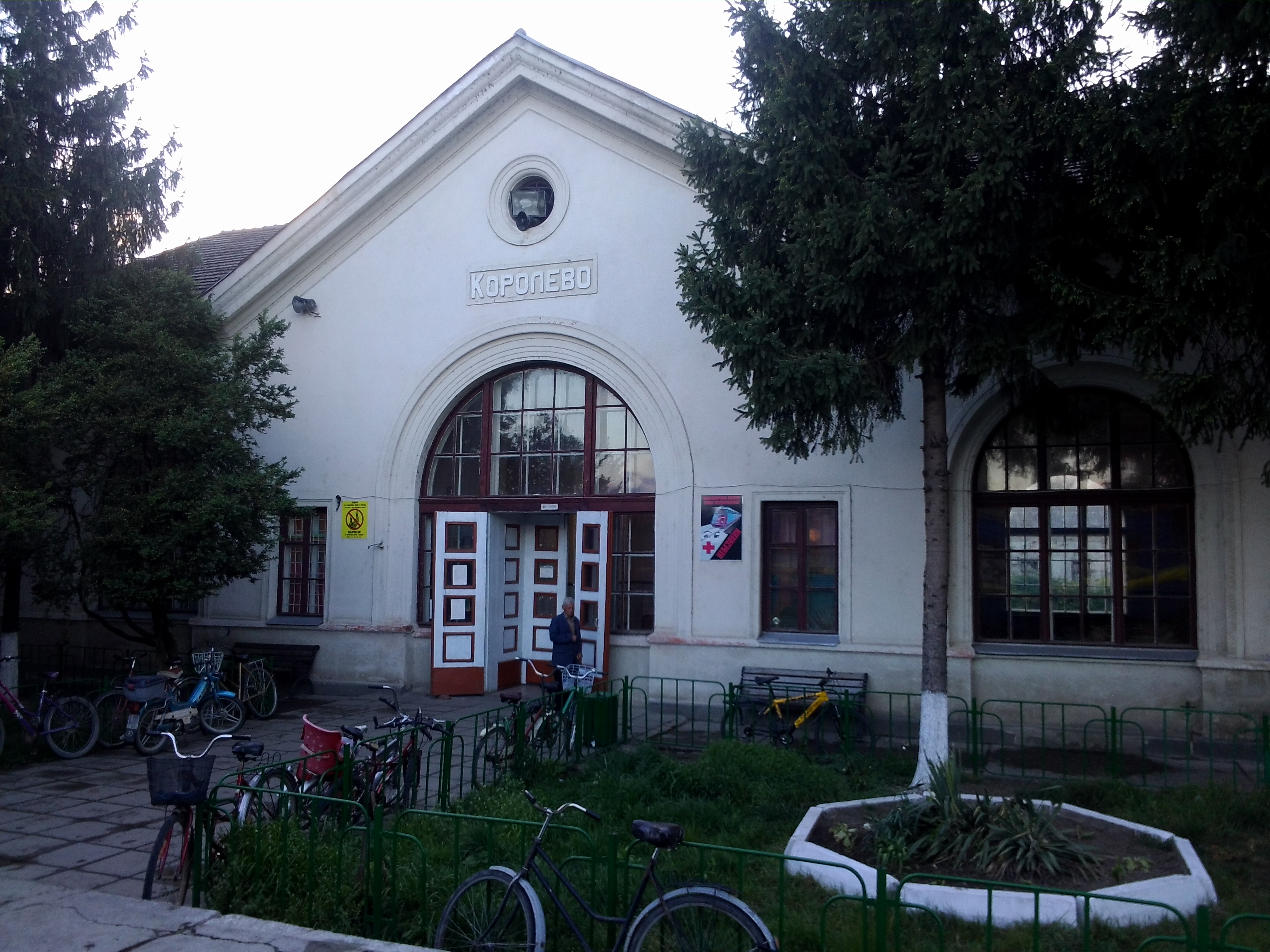
Вигляд з перону
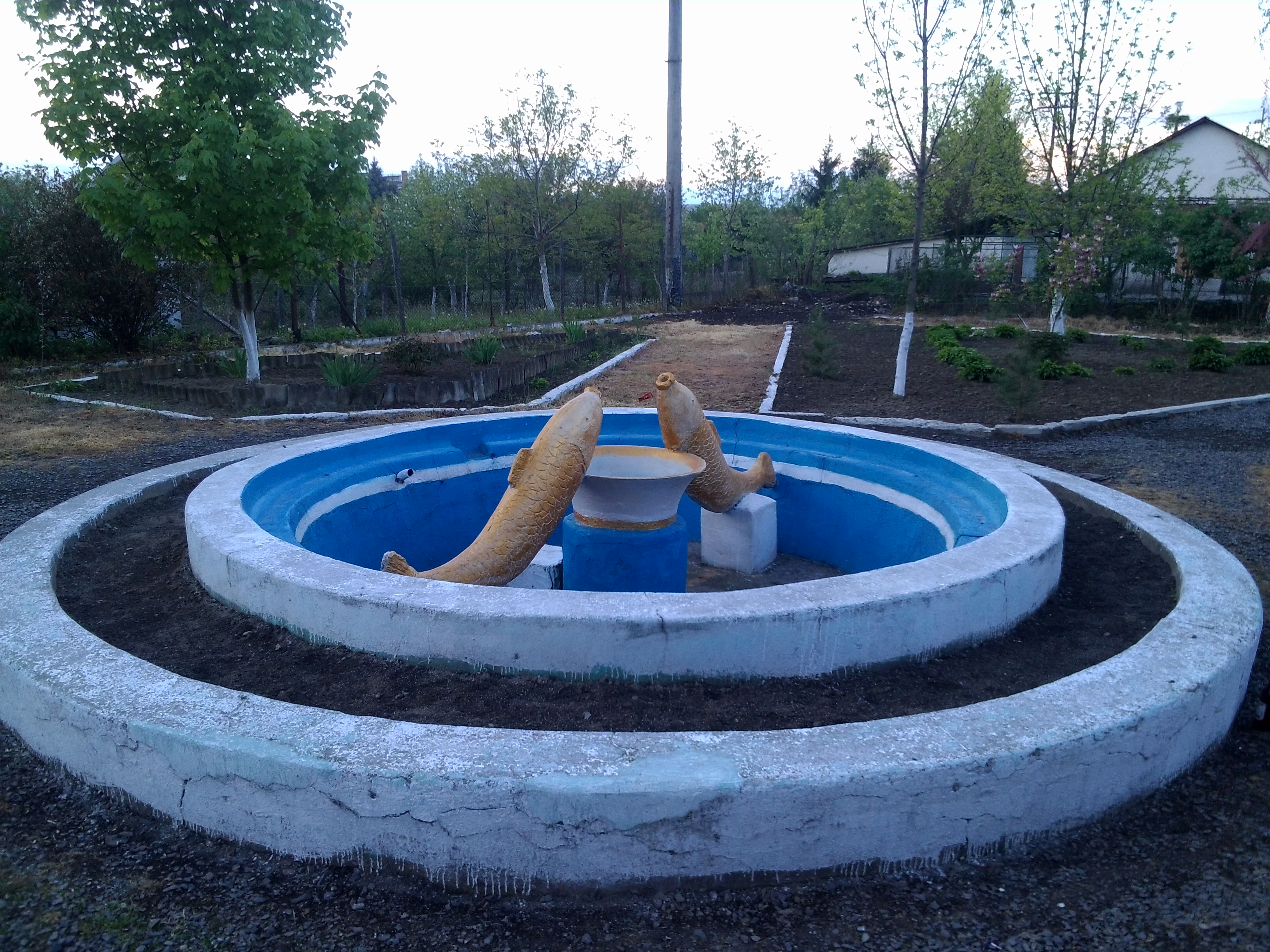
Фонтан
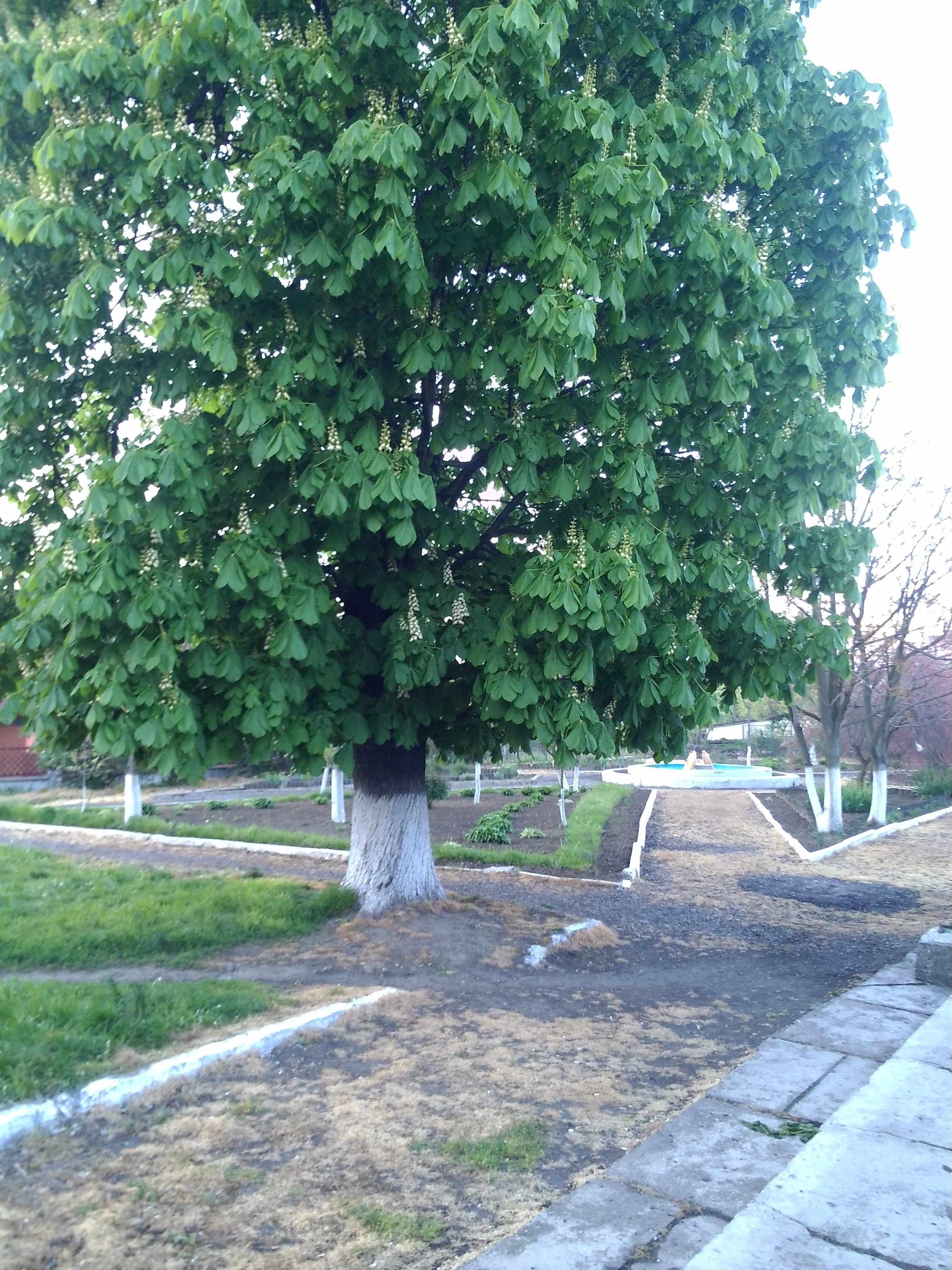
Платформа